# Soloella tosola
Soloella tosola là một loài bướm đêm trong họ Erebidae.